# John Romero
Pour les articles homonymes, voir Romero.
 (juin 2019).
Si vous disposez d'ouvrages ou d'articles de référence ou si vous connaissez des sites web de qualité traitant du thème abordé ici, merci de compléter l'article en donnant les références utiles à sa vérifiabilité et en les liant à la section « Notes et références ».
John Romero (né le 28 octobre 1967 à Colorado Springs, Colorado) est  game designer, programmeur et level designer américain de jeux vidéo.
En 2023, il reçoit un Game Developers Choice Award pour l'ensemble de sa carrière.

## Carrière
John Romero, à son actif, a fondé Capitol Ideas Software et a co-fondé sept autres studios : Inside Out Software, Ideas From The Deep, id Software, Ion Storm, Monkeystone Games, Gazillion Entertainment, et Loot Drop.
En 2023, il reçoit un Game Developers Choice Award pour l'ensemble de sa carrière.

## Innovations
Chez Id Software dans les années 90, Romero travaille sur plusieurs variantes des moteurs de jeux de John Carmack, qui sont utilisées pour concevoir Wolfenstein 3D, Doom, Doom II et Quake. Ces moteurs sont Id Tech 1 et Id Tech 2 . L'aspect innovant des jeux Doom est, essentiellement, la possibilité qu'ils offrent aux joueurs d'apporter des modifications au jeu sous la forme de mods. De plus, l'éclairage et les textures pour ces jeux étaient très fluides et rapides pour l'époque, ce qui sert à les distinguer des autres jeux de leur temps. D'autre part, le moteur de Doom est un moteur 3D, ce qui permet d'utiliser des composantes 3D dans l'espace de jeu, chose qui en 1993 reste rare. DWANGO (en) (Dial-up Wide-Area Network Game Operation) a permis de connecter les joueurs pas que par LAN, mais aussi en ligne. Il s'agit de l'un des premiers services en ligne de jeu vidéo, utilisé pour la première fois dans Doom, à la suite d'une mise à jour du jeu en 1994. Il s'agit aussi de l'un des jeux qui définira le genre du "Deathmatch", avec l'un de ses modes de jeu en multijoueur local ou en ligne, opposant les uns aux autres jusqu'à quatre joueurs, dont le but est d'accumuler un maximum de points en éliminant leurs adversaires.
Dans Wolfenstein 3D, le temps normal de complétion d'un niveau est ajouté[réf. nécessaire].
DoomED et QuakeED sont des éditeurs de cartes pour Doom et Quake respectivement. Ils permettent aux communautés des jeux en question de créer leurs propres niveaux pour le jeu et de les partager en ligne. Ceci est facilité par IGRAB, un accapareur d'éléments de jeu, qui convertit ces derniers en format .wad, permettant alors aux utilisateurs de plus facilement importer des images ou d'autres éléments dans leurs niveaux personnalisés. Une partie du succès de Doom est accordée à la DoomED, qui selon beaucoup de joueurs fut ce qui permit au jeu de maintenir sa popularité au fil du temps.
Paru en 1996, Quake sera le dernier jeu sur lequel travaillera Romero chez Id Software. C'est l'un des jeux qui consolide le genre "Deathmatch", avec un gameplay souvent plus centré sur l'aspect multijoueur que solo. De plus, c'est dans Quake que l'on retrouva la première mécanique de téléportation de l'histoire du jeu vidéo, qui ajoute à la nature haute tension du jeu[réf. nécessaire].

## Controverses
Pendant le développement de Quake, Romero et Carmack commencent à avoir des avis différents sur les jeux qu'ils cherchaient à créer. Ceci cause des problèmes entre les deux, puisque nombre des idées de Romero finissent par être ignorées tout au long du développement du jeu. Finalement, John Romero quitte Id Software, cherchant à lancer une nouvelle entreprise.
La démo de Quake II est bien supérieure à Daikatana au niveau de la technique, ce qui pousse les développeurs à transférer ce dernier sur le nouveau moteur, mais du fait du manque de compétences dans l'équipe, le jeu prend 3 ans de retard.